# بخش د لاس آندز
بخش د لاس آندز (به اسپانیایی: Departamento de Los Andes) یک منطقهٔ مسکونی در آرژانتین است که در استان سالتا واقع شده‌است. بخش د لاس آندز ۲۵٬۶۳۶ کیلومتر مربع مساحت و ۵٬۶۳۰ نفر جمعیت دارد.